# SAI KZ IV
SAI KZ IV er et let to-motorers ambulancefly, der blev bygget af Skandinavisk Aero Industri. Første eksemplar af flyet blev bygget i 1944.

## Design og konstruktion
Flyet blev designet som et konventionelt fly med lavt placerede vinger og med dobbelt haleror. Kabinen kunne medbringe to bårer, to ambulancefolk/læger og to piloter. 

## Operativ tjeneste
Skandinavisk Aero Industri byggede et enkelt eksemplar af flyet OY-DIZ under krigen. Flyet var specialdesignet som et ambulancefly til at gøre tjeneste i Zonen-Redningskorpset.  
Et andet eksemplar OY-DZU blev bygget og fløj første gang i 1949. Det år hvor OY-DIZ fik indregistrering, blev det navngivet Folke Bernadotte til ære for den svenske greve, der havde anvendt sit eget private fly for at flyve til Tyskland for at forhandle frigivelse af de danske kz-fanger nær krigens afslutning.  
OY-DIZ anses af Danmarks Flymuseum at være museets "flagskib". Flyet styrtede i 1970 ned under en opvisning, men er efterfølgende restaureret til dets originale bemaling fra krigen med Røde Kors symboler. 
Det andet fly OY-DZU forblev i tjeneste indtil midten af 1960'erne. 

## Specifikationer
- Besætning: To piloter
- Kapacitet: To bårer og to læger/paramedicinere
- Længde: 9,80 meter
- Vingespænd: 16,00 meter
- Vingeareal: 29, 0 m2
- Vægt (tom): 1.378 kg
- Vægt (lastet): 2.100 kg
- Motorer: 2 x de Havilland Gipsy Major, 108 kW (145 hk) hver
- Makisumum hastighed: 215 km/t
- Rækkevidde: 850 km
- Max flyvehøjde: 4.500 meter